# PREFA Aluminiumprodukte
PREFA Aluminiumprodukte GmbH entwickelt, produziert und vertreibt europaweit Dach-, Solar-, Dachentwässerungs- und Fassadensysteme sowie Hochwasserschutz aus Aluminium. Der Firmensitz befindet sich in Marktl, einer Ortschaft in der niederösterreichischen Stadtgemeinde Lilienfeld im Traisental.
Das Familienunternehmen gehört zur Unternehmensgruppe von Cornelius Grupp. PREFA beschäftigt über 720 Mitarbeiter und produziert ausschließlich in den Werken in Marktl und St. Pölten (Österreich) und Wasungen (Deutschland). PREFA ist in 19 Ländern in ganz Europa aktiv.

## Geschichte
Der Name ist ein Akronym der Erfindung von Alois Gödl. 1946 entwickelte der Salzburger Spengler- und Dachdeckerinnungsmeister ein Dacheindeckungssystem aus gepressten Aluminiumplatten, die durch Falze miteinander verbunden sind – kurz ‚Press-Falz-Platte‘.
1946 wurde die erste PREFA-Dachplatte nach dem Patent von Alois Gödl produziert.
Die Produktion wurde 1955 vom Zink- und Aluminiumwalzwerk Fried. v. Neuman in Marktl übernommen. Trotz guter Umsatzsteigerung musste das Werk Fried. v. Neuman zum Jahreswechsel 1980/81 den Ausgleich anmelden und war nahe dem Konkurs. Aus diesem Grund erfolgte am 5. Februar 1981 die Übernahme durch die deutsche Firmengruppe TUBEX unter der Leitung von Cornelius Grupp.
1968 werden die Dachrinnensysteme eingeführt.
Bisher wurden die Produkte von firmeneigenen Montagetrupps verlegt, ab 1985 wird das von Spenglerbetrieben übernommen.
1986 wurde der Produktionsbereich aus der Fried. v. Neuman Ges.m.b.H ausgegliedert und die PREFA Aluminiumprodukte GmbH gegründet. Inzwischen wurde die Fried. v. Neuman Ges.m.b.H zur Neuman Aluminium Ges.m.b.H. mit der noch enge Zusammenarbeit besteht.
1991 wurde ein Lager im thüringischen Wasungen eröffnet.
1998 wurde auch ein Produktionswerk (PREFA GmbH Alu-Dächer & -Fassaden) in Wasungen errichtet und eine Partnerfirma in der Schweiz aufgebaut (PREFA Schweiz Vertriebs AG, Niederbipp).
2001 wurde der Slogan Das Dach, stark wie ein Stier! und das Firmenlogo geschaffen.
2004 wurde in Tschechien eine Tochtergesellschaft gegründet. Ein Jahr später erfolgte die Expansion nach Italien, Ungarn und Polen: die Vertriebsgesellschaften PREFA Italien (PREFA Italia srl, Bozen), PREFA Ungarn (Prefa Hungária Kft. Budaörs) und Polen (Prefa Polska Sp. z o.o., Warschau) wurden ins Leben gerufen.
2005 wurde die PREFA Academy gegründet, ein Schulungszentrum in welchem Spengler und Dachdecker auf die Produkte und deren Verarbeitung geschult werden. Mittlerweile werden jährlich an 32 Schulungsstandorten in ganz Europa rund 4.850 Handwerker ausgebildet. Außerdem werden Vertriebsgesellschaften in der Slowakei (PREFA Slovensko s.r.o., Nitra), Slowenien und Kroatien gegründet.

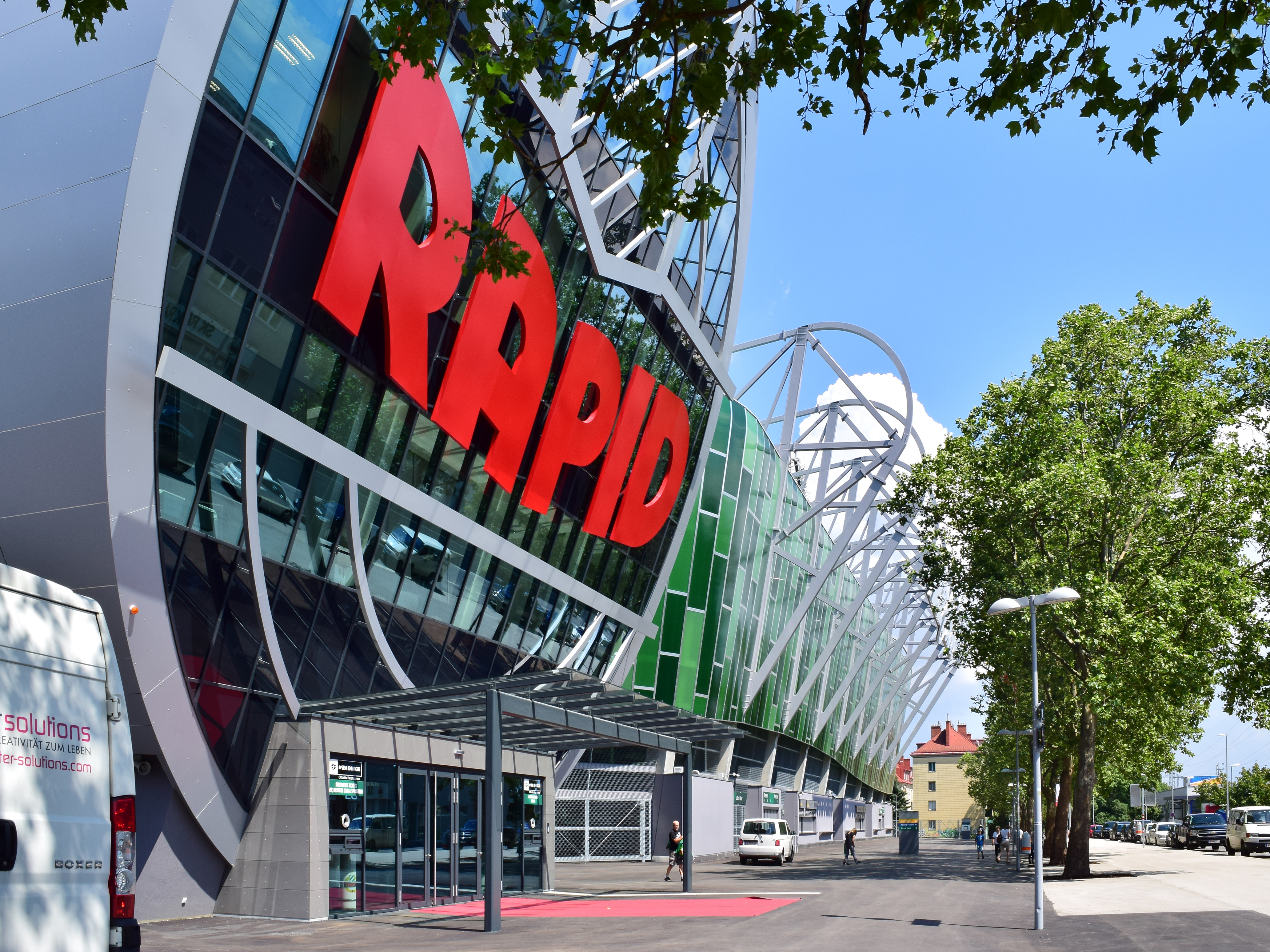
Allianz Stadion in Wien, die Röhre mit PREFA Aluminium Verbundplatte in Silbermetallic

2010 wurde eine matte Beschichtung mit dem Namen „P.10“ marktreif, die besonders UV-, farb- und witterungsbeständig ist. Mit diesem Angebot wurden vermehrt Architekten und Planer auf PREFA aufmerksam.
2011 Gründung der Vertriebsgesellschaft PREFA Benelux.
2013 Gründung der Vertriebsgesellschaft in Frankreich (PREFA France Sarl, Sainte Croix en Plaine)
2015 Gründung der Vertriebsgesellschaft in Schweden (PREFA Sverige AB, Vintrie)
2018 hat PREFA die Partner-Plattform gestartet. Die Online-Plattform verbindet Bauherren mit Spenglern und Dachdeckern in der Umgebung und vermittelt konkrete Aufträge. Außerdem wird die Vertriebsgesellschaft für Groß Britannien und Irland gegründet (PREFA UK Ltd, Warwick).
Seit 2022 ist die Solardachplatte, eine Indach-Photovoltaik-Lösung am Markt und 2024 folgt ein Solarmodul für PREFALZ (Stehfalz) Dächer.
Heute werden die Produkte von PREFA nicht nur beim Bauen und Sanieren von klassischen Einfamilienhäusern, sondern auch auf Berghütten oder bei Wahrzeichen und neuen Architektur-Projekten auf der ganzen Welt eingesetzt.

## Produkte
Die Produktpalette von PREFA umfasst über 5.000 Artikel. Diese werden ausschließlich in Marktl bei Lilienfeld, St. Pölten (Niederösterreich) und Wasungen (Thüringen, Deutschland) hergestellt. Angeboten werden Aluminium-Komplettsysteme für die Bereiche Dacheindeckung, Fassadenverkleidung, Dachentwässerung, Hochwasserschutz und Solarsysteme.
Sämtliche PREFA Produkte werden aus Aluminium hergestellt. Aluminium lässt sich unendlich oft und ohne Qualitätseinbußen recyceln und benötigt dabei nur 5 % des Energieaufwandes der ursprünglichen Herstellung. PREFA nutzt zu 77 % Sekundäraluminium, also bereits recyceltes Aluminium, welches in weiteren Produktionsschritten weiterverarbeitet wird. PREFA gibt auf ihre Produkte 40 Jahre Material- und Farbgarantie.
Seit 2020 kommt der eingesetzte Strom bei der Produktion zu 100 % aus erneuerbarer Energie.
Gegenüber einem Ziegeldach sind Aluminium-Dachplatten deutlich leichter. Viele Ausführungen sind nur eingeschränkt trittsicher, so dass beim Begehen des Dachs Laufbohlen oder -platten untergelegt werden müssen.
Aluminium ist ein leicht zu bearbeitendes Baumaterial, so können auch gerundete Dächer wie Tonnendächer verkleidet werden. Dadurch kommen PREFA Produkte häufig bei Sanierungen zum Einsatz.

## Architektur

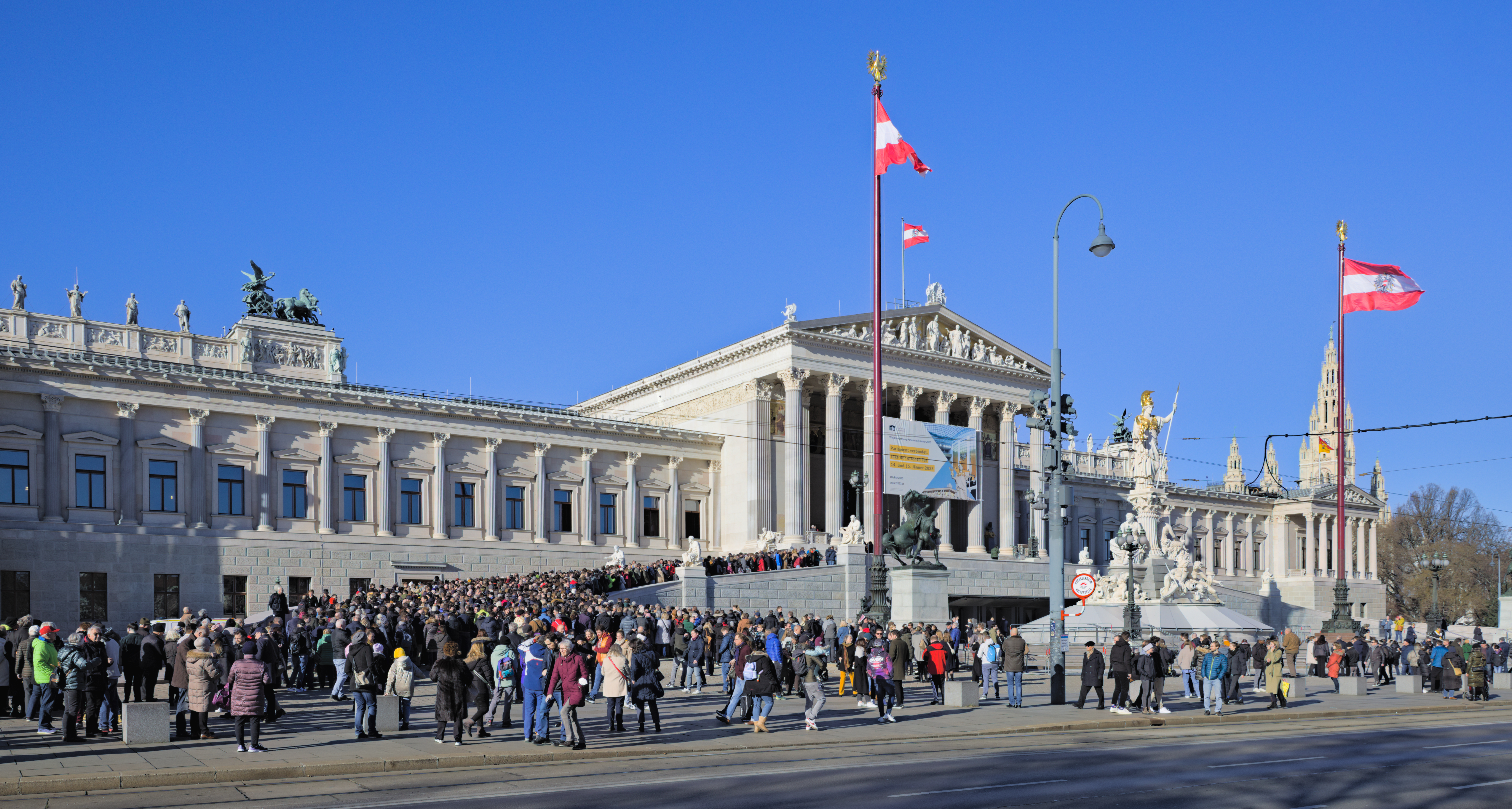
Parlamentsgebäude Wien mit neuem PREFALZ Dach in Hellgrau

Zu den bekannteren Gebäuden die mit serienmäßig erhältlichen Produkten oder Spezialanfertigungen der Firma PREFA erstellt sind, gehören:
- Erlöserkirche (Hamburg-Farmsen) (Kurt Schwarze, 1960)[17]
- Piz Gloria (Gipfelrestaurant Schilthorn 2973 m; Konrad Wolf 1963–1968, heutige Deckung 1990)
- Stüdlhütte (Großglockner 2801 m, Albin Glaser, 1993–1996)
- Wohnhausanlage Wien 21 gen. „Rotes Schiff“ (Jean Nouvel, 1998)[18]
- Austria Trend Hotel Messe Wien/Fair Hotel Vienna Wien 2 (Hermann Czech, 2002/03–05)[19]
- Corte Verde/Wohnhausanlage Schanzstraße Wien 14 (Albert Wimmer 2002/03; best of wohnbau 2003)[20]
- Aussichtswarte Jauerling
- Sfinxen Huizen NL (Willem Jan Neutelings, Michiel Riedijk 2003)[21]
- Gustav-Peichl-Haus Himmelstraße Wien 19 (Gustav Peichl & Partner, 2003–2006;[22][23] Prototyp für ein Effizienzhaus-Fertighaus in Holzständerbauweise, das HANLO Fertighaus[24][25])
- Living Roof I Margaretenstraße 91, Wien 5 (Dachausbau, Engelbert Leitner/Squid, 2003–2005)[26]
- Les Thermes, Strassen-Bartringen LU (Freizeit- und Schwimmzentrum in Holzleichtbauweise, Jim Clemes/Witry & Witry/Hermann & Valentiny et Associés, 2006–2009)[27]
- Parlamentsgebäude Wien, heutige Deckung 2018 Jabornegg & Pálffy_AXIS[28]
- Allianz Stadion Wien, Guido Pfaffhausen die "Röhre" 2016[29]

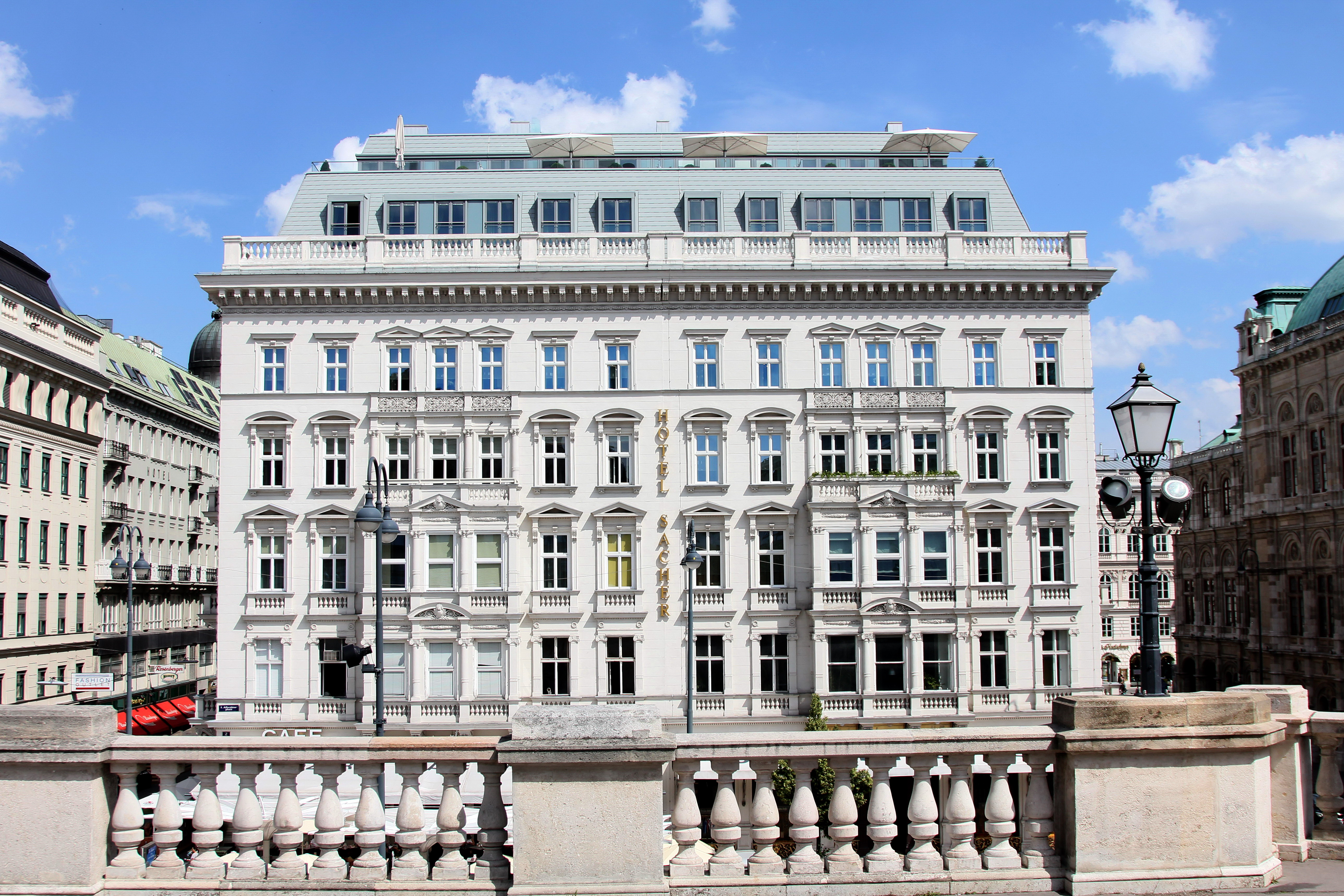
Hotel Sacher in Wien mit der PREFA Dachschindel in Zinkgrau

- Hotel Sacher in Wien mit der PREFA Dachschindel in ZinkgrauFlexhouse[30], Stefan Camenzind, Evolution Design
- Zentralfeuerwache Am Hof, Wien, MA 34 Bau- & Gebäudemanagement 2007[31]
- Künstlerhaus Wien, MHM Architects 2020[31]
- Seethalerhütte, dreiplus Architekten, Arch. DI Thomas Heil, Stephan Hoinkes[32]

Weiterer Einsatz im Denkmal- und Landschaftsschutz: Hotel Sacher Wien (UNESCO-Welterbe Wiener Innenstadt, San. Frank & Partner 2006); Erzherzog-Johann-Hütte (Adlersruhe) am Großglockner (Nationalpark Hohe Tauern, Energiekonzept 2002–2006); Otto-Schutzhaus auf der Rax (Natura2000/FFH-Gebiet Nordöstliche Randalpen, Generalsan. 1996)